# Cercidium praecox
Cercidium praecox är en ärtväxtart. Cercidium praecox ingår i släktet Cercidium och familjen ärtväxter.

## Underarter
Arten delas in i följande underarter:
- C. p. glaucum
- C. p. praecox